# Comburg

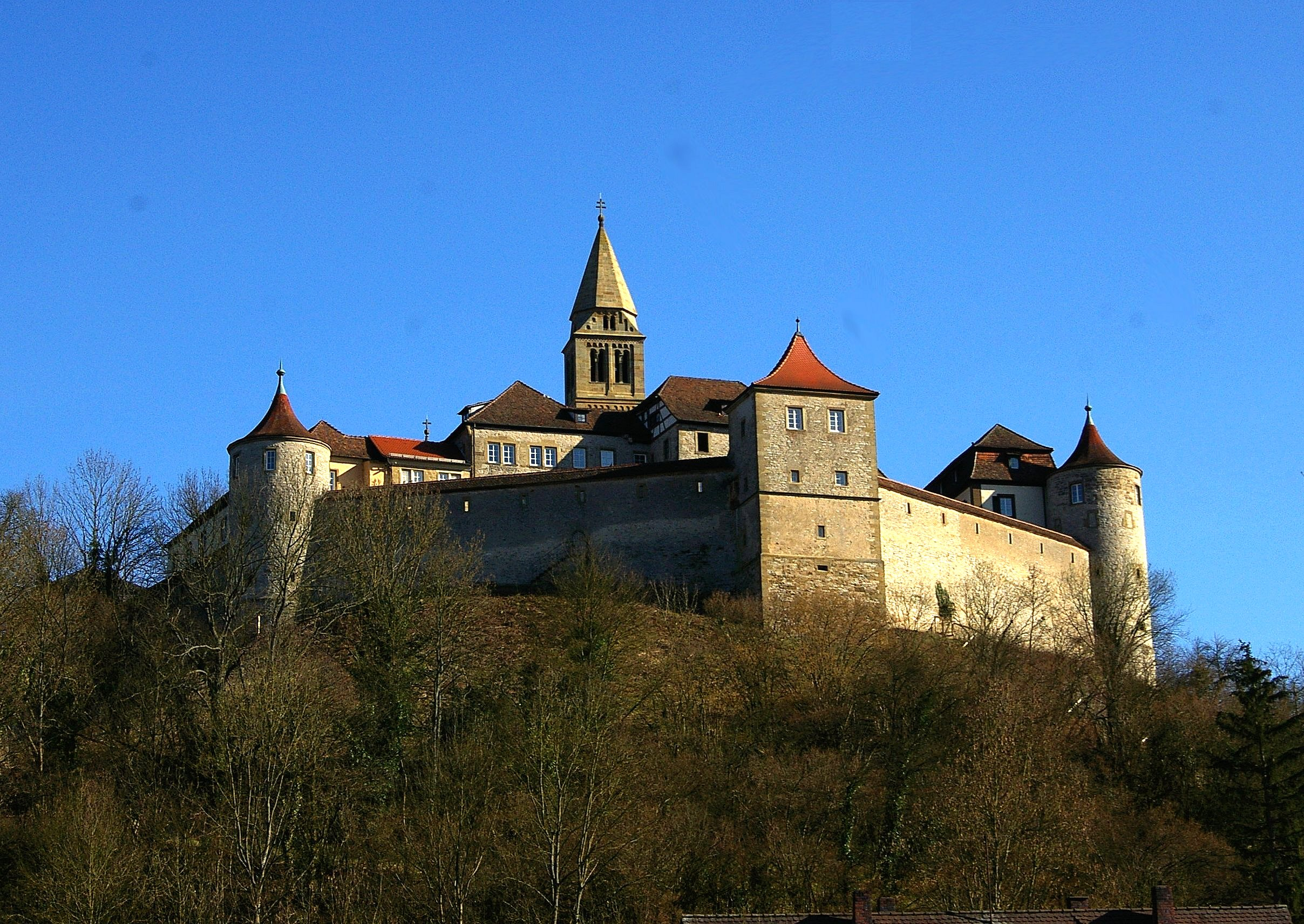
Die Comburg 2007

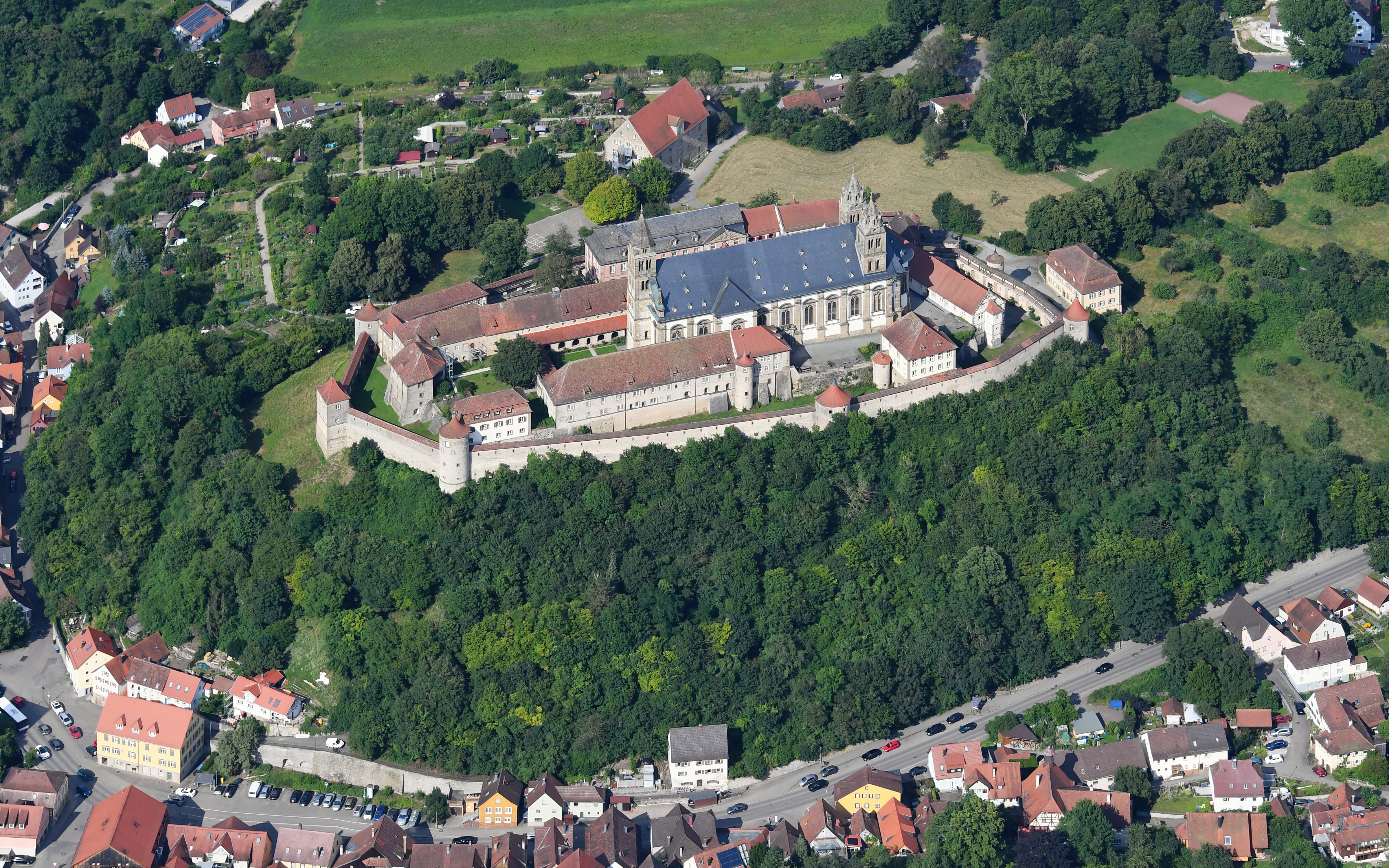
Luftaufnahme der Comburg von Südwesten

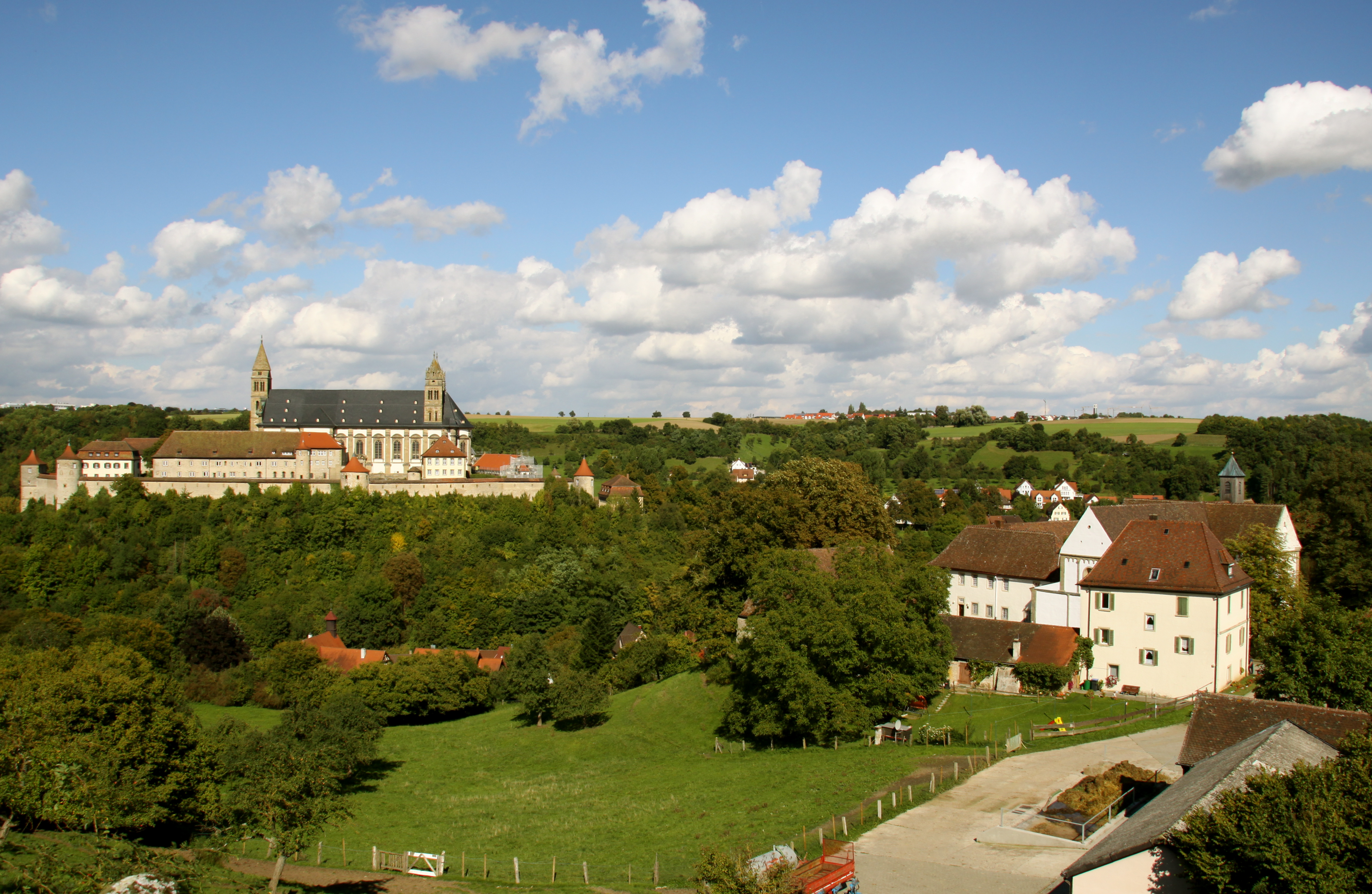
Große (links) und kleine Comburg

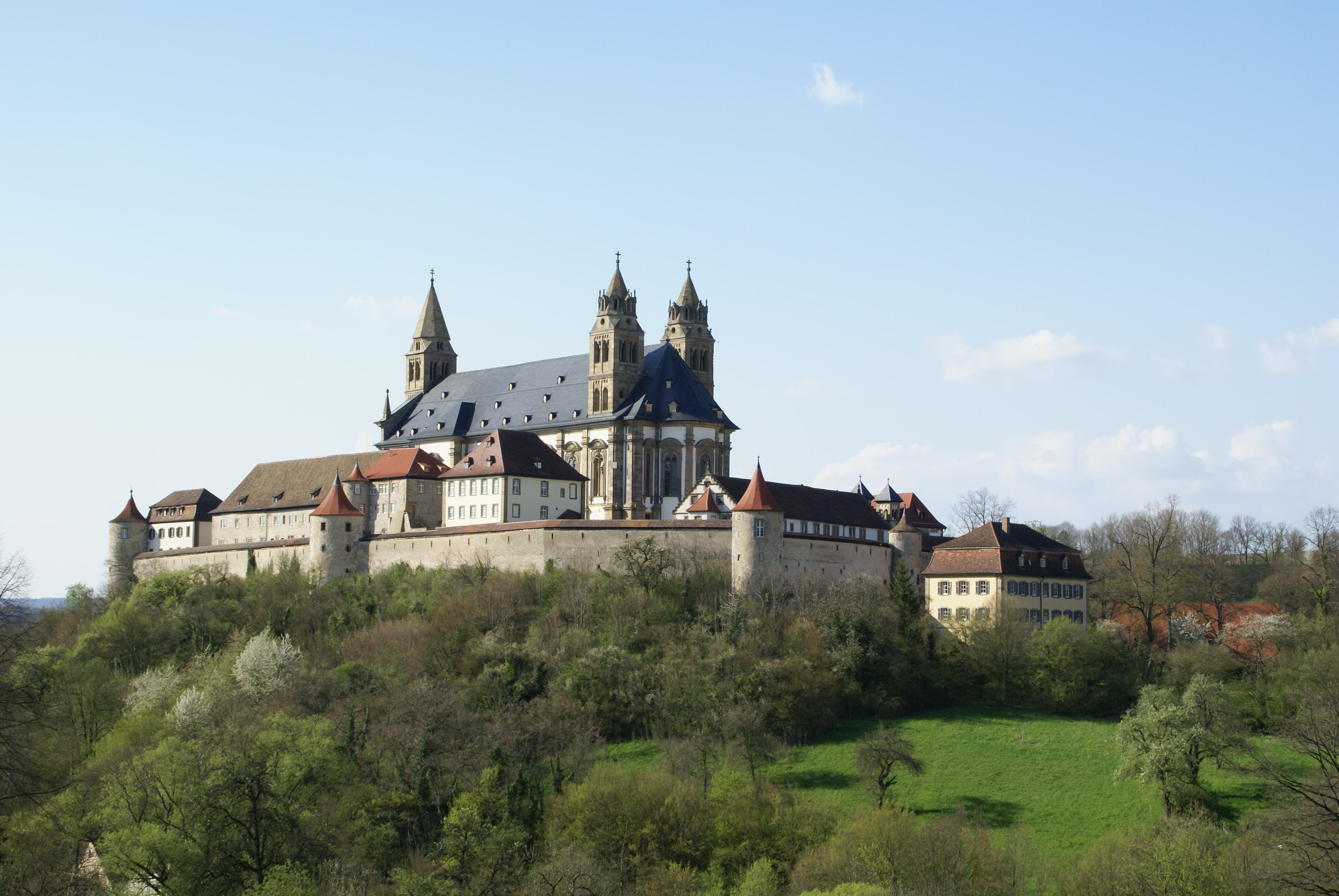
Die Großcomburg im Stadtteil Steinbach auf einem alten Umlaufberg des Kochers, von Süden gesehen

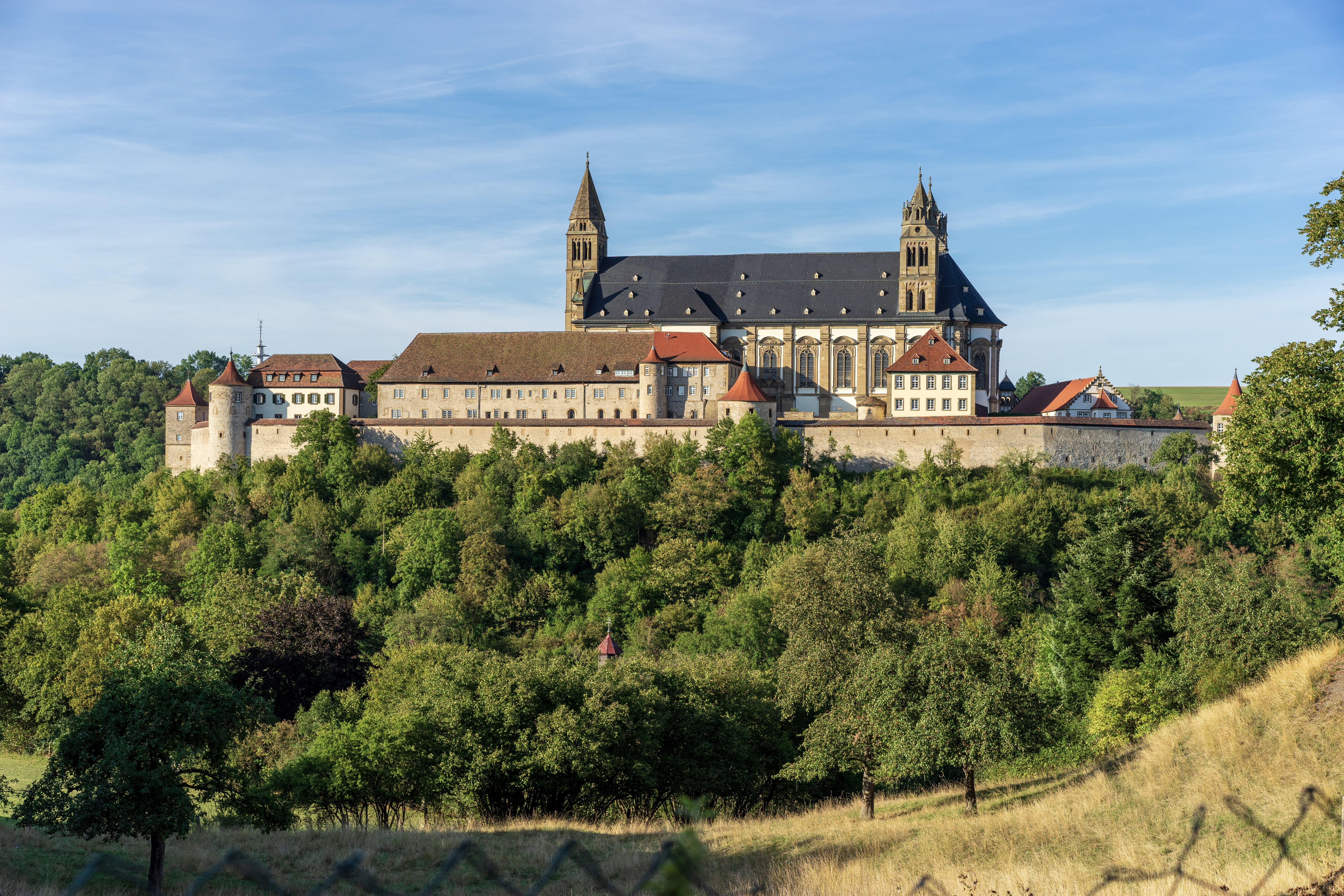
Blick von der Kleincomburg nach N auf die (Groß-)Comburg

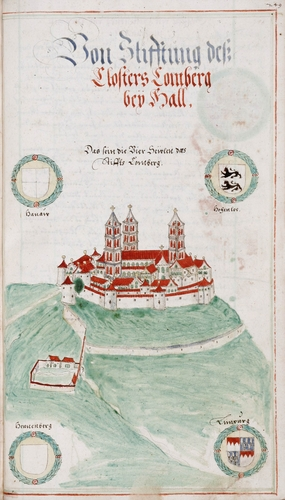
Ansicht vom Ende des 16. Jahrhunderts

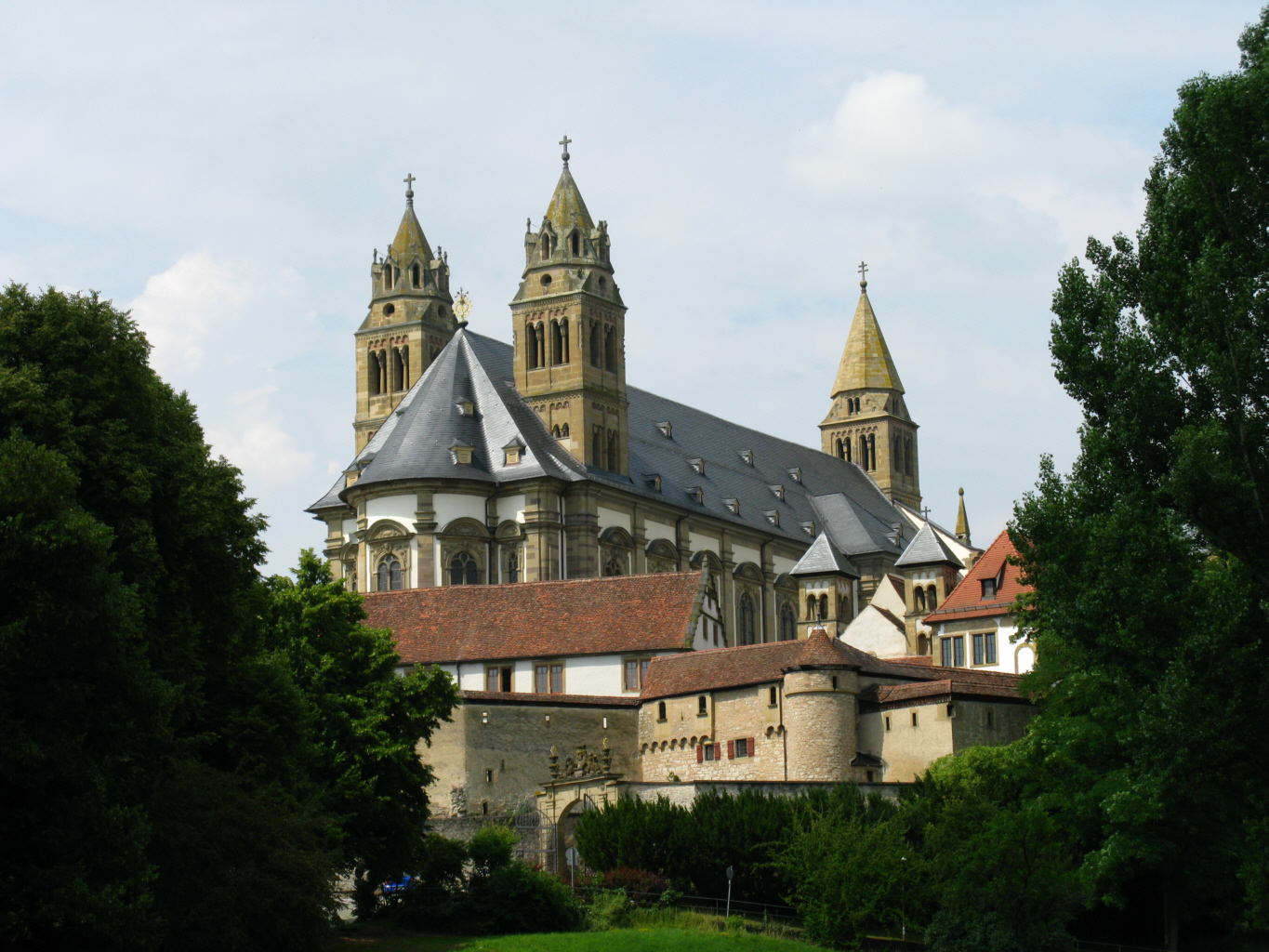
Die Türme von St. Nikolaus

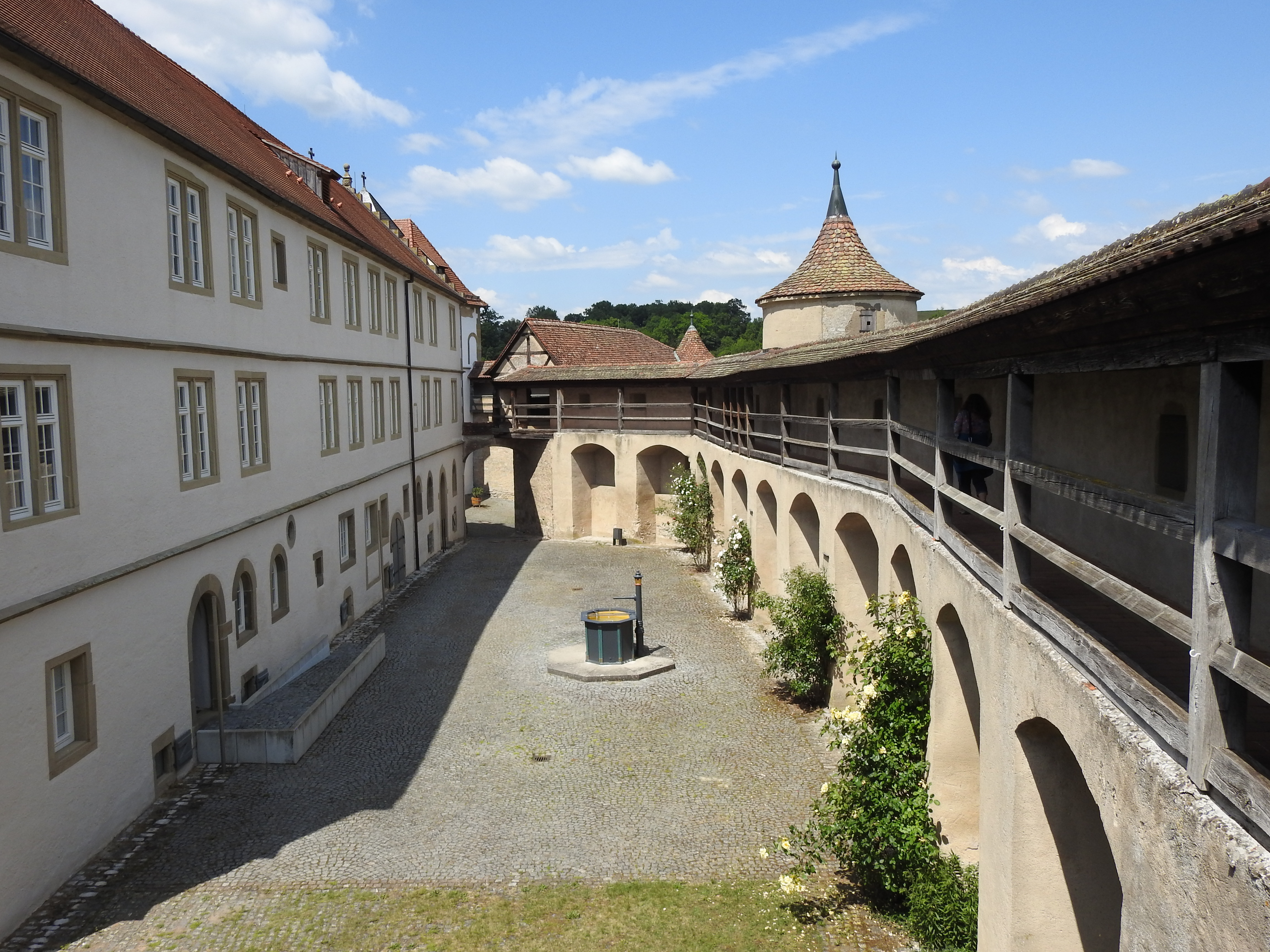
Der Wehrgang auf der Ringmauer

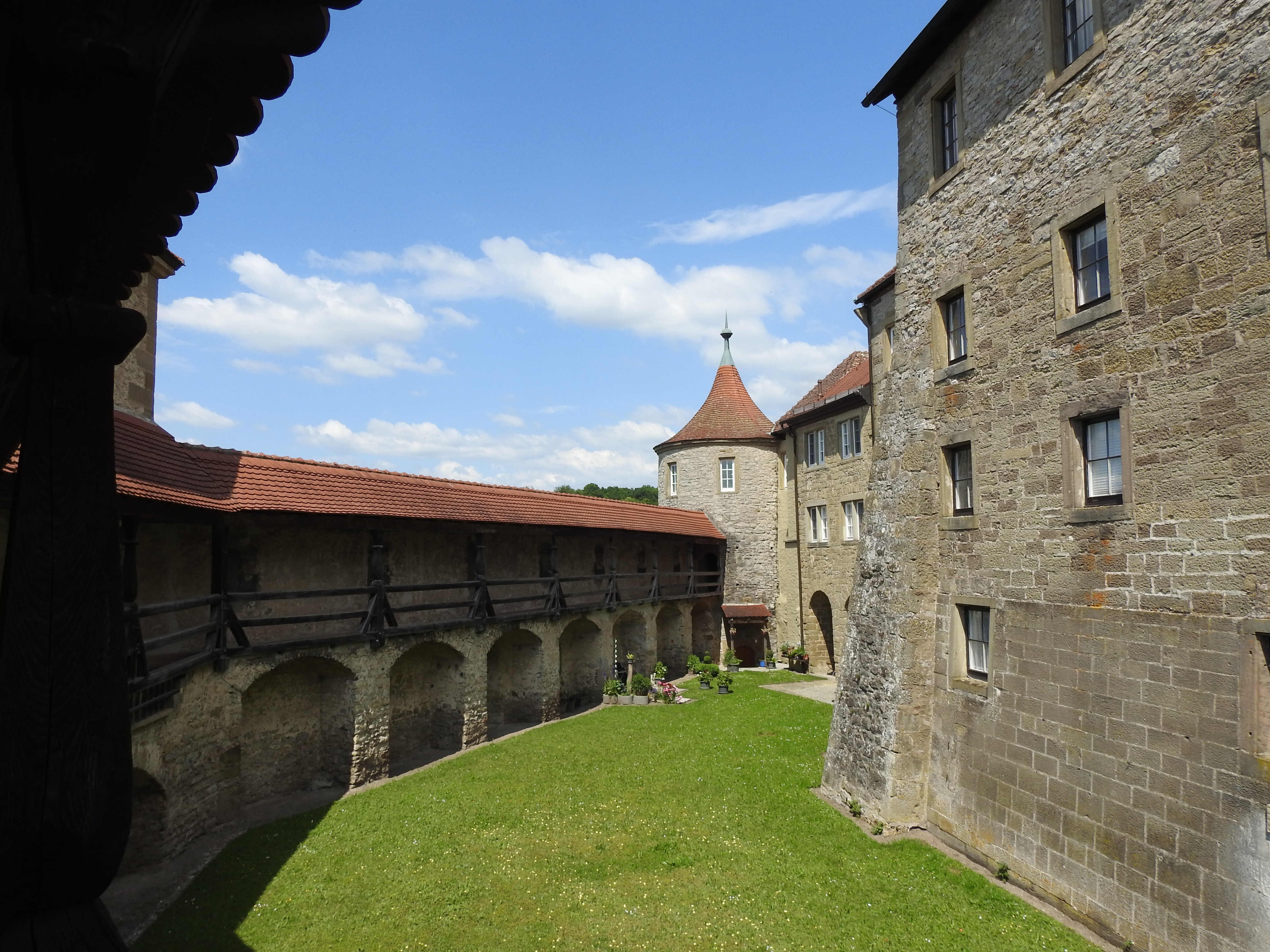
Der Wehrgang auf der Ringmauer am Fuße von St. Nikolaus

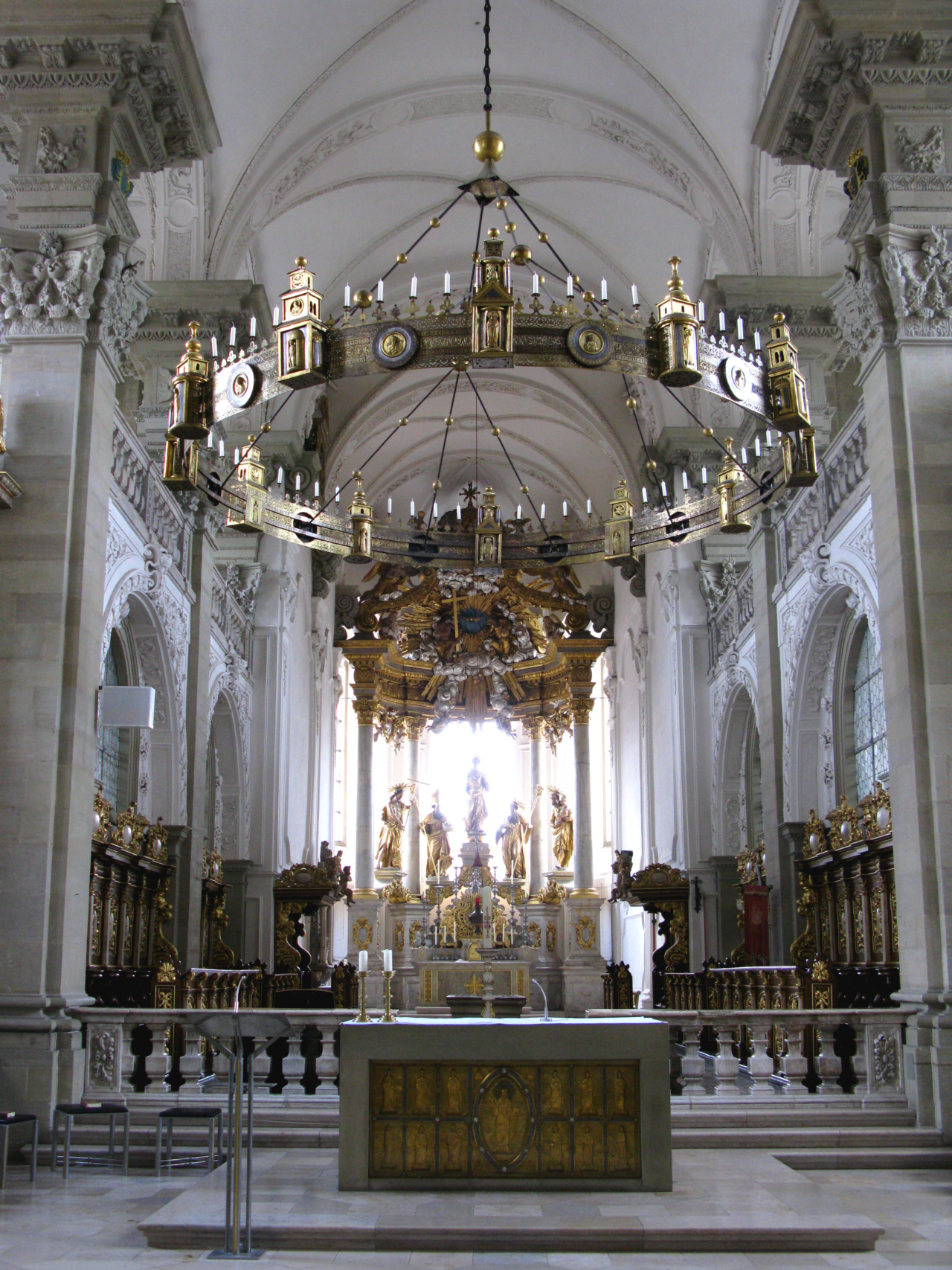
Der Radleuchter

Die Comburg, auch Komburg geschrieben und Großcomburg genannt, ist ein ehemaliges Kloster der Benediktiner und späteres Ritterstift. Sie liegt heute auf dem Gebiet der Stadt Schwäbisch Hall im gleichnamigen Landkreis im nordöstlichen Baden-Württemberg.

## Lage
Die Comburg steht auf einem Umlaufberg rechts des Kochertals südöstlich von Schwäbisch Hall über dem Teilort Steinbach.

## Geschichte

### Kloster
Die Grafen von Comburg-Rothenburg stifteten um 1078 ein der Diözese Würzburg unterstehendes Benediktinerkloster an der Stelle ihrer Burg, in das einer der Gründer, Graf Burkhard, als Mönch eintrat. Die ersten Mönche kamen aus Brauweiler im Rheinland, doch zwischen 1086 und 1088 wurde ein Mönch aus Hirsau zum Abt berufen, so dass das Kloster Komburg ab diesem Zeitpunkt zu den Klöstern der Hirsauer Reform zählt. Neben der Grafenfamilie unterstützten auch deren Verwandte und Nachbarn die Gründung. Der Mainzer Ministeriale Wignand stiftete dem Kloster so große Besitzungen, dass er als weiterer Klosterstifter angesehen wurde.
Nach einer auch an zahlreichen Bauten abzulesenden Blütezeit kam es im 13. Jahrhundert zu einem Niedergang des Klosters, der 1326 zum wirtschaftlichen Zusammenbruch führte. Hinzu kamen innere Spannungen und Streitigkeiten zwischen Abt und Konvent um die Nutzung der Klostergüter. In der zweiten Hälfte des 14. Jahrhunderts besserte sich die Lage wieder. Die wirtschaftliche Gesundung ging jedoch einher mit einer Aufweichung der Ordensregeln.
Die Schutzvogtei lag bis zu deren Aussterben bei der Stifterfamilie, fiel 1138 an die Staufer und wurde 1254 von den Schenken von Limpurg beansprucht; das Kloster konnte diesen Anspruch jedoch abwehren und blieb weiter unter königlicher Vogtei, die Ludwig der Bayer 1318/1319 an die Reichsstadt Schwäbisch Hall übertrug. 1484 fiel die Vogtei als Reichslehen an den Bischof von Würzburg, der die Schenken von Limpurg als Untervögte einsetzte.

### Stift
Da alle Comburger Mönche aus dem Adel stammten, stießen die Reformbemühungen des Benediktinerordens im 15. Jahrhundert auf Widerstand. Der Konvent weigerte sich, Nichtadlige aufzunehmen und seine Lebensweise der strengen Ordensregel anzupassen. Auf sein Betreiben hin und mit der Unterstützung des Bischofs von Würzburg wurde das Kloster 1488 in ein adliges Chorherrenstift (Kollegiatstift) umgewandelt und erlebte im 16. Jahrhundert unter dem Propst Erasmus Neustetter (1551–1594) eine neue Blütezeit.
Die Aufhebung des Stifts durch König Gustav II. Adolf von Schweden und Schenkung an seinen Obersten Bernhard Schaffalitzky von Muckadell während des Dreißigjährigen Krieges blieb eine Episode. Unter Wilhelm Ulrich von Guttenberg (1695–1736) entstanden die Neue Dekanei und der barocke Neubau der Stiftskirche, der die romanische Kirche ersetzte.

### Besitzungen
Besitz erhielt Comburg zunächst von der Stifterfamilie, später von Adelsfamilien der Umgebung. Die meisten Güter lagen südlich und östlich des Klosters, weiter entfernt waren die Propsteien Gebsattel (bei Rothenburg ob der Tauber), Nussbaum (bei Höchstberg, Landkreis Heilbronn) und Stein (bei Ingelfingen, Hohenlohekreis).
Schon im 13. Jahrhundert schwand das Klostervermögen merklich, was sich fortsetzte, weil ein starker Schutzvogt fehlte und es innere Spannungen gab. Im 15. und 16. Jahrhundert musste Comburg umfangreiche Besitzungen verkaufen. Unter der alleinigen Herrschaft des Stifts verblieben lediglich die Orte Steinbach, Hausen an der Rot, Großallmerspann und Gebsattel.
Alle anderen Besitzungen lagen in Kondominaten, in denen die comburgische Obrigkeit auf die eigenen Güter beschränkt war. Kirchenpatronate bildeten einen wichtigen Bestandteil der Herrschaftsrechte. Die Reformation konnte Comburg trotzdem nur in den vier Orten verhindern, in denen es die Ortsherrschaft besaß – in den anderen Patronatspfarreien musste das katholische Stift evangelische Pfarrer ernennen. Zwar unternahm man Rekatholisierungsversuche unter dem Schutz bayerischer Truppen  während des Dreißigjährigen Krieges, sie mussten aber nach deren Abzug aufgegeben werden.

### Nach der Säkularisation
Friedrich I. von Württemberg ließ 1802 das Reichsstift Comburg besetzen und es 1803 aufheben. Der Kirchenschatz wurde in der Ludwigsburger Münze eingeschmolzen, die wertvolle Bibliothek mit zahlreichen mittelalterlichen Handschriften befindet sich heute in der Württembergischen Landesbibliothek in Stuttgart.
1817 bis 1909 diente die Comburg als Garnison für das aus dienstunfähigen Soldaten gebildete Ehreninvalidenkorps. 1926 entstand hier eine der ersten Heimvolkshochschulen in Württemberg, die im Zeichen der Reformpädagogik der 1920er Jahre stand. Sie wurde 1936 aufgelöst. Während der Zeit des Nationalsozialismus diente die Comburg als Bauhandwerkerschule, als Standort der Hitler-Jugend, des Reichsarbeitsdiensts sowie eines Kriegsgefangenenlagers. Nach dem Ende des Zweiten Weltkriegs wurden hier über eine kurze Zeit befreite Zwangsarbeiter und Kriegsgefangene untergebracht („Displaced Persons“). Seit 1947 ist die Comburg Sitz einer Staatlichen Akademie für Lehrerfortbildung, die 2004 Teil der Landesakademie für Fortbildung und Personalentwicklung an Schulen in Baden-Württemberg wurde.

## Sehenswürdigkeiten

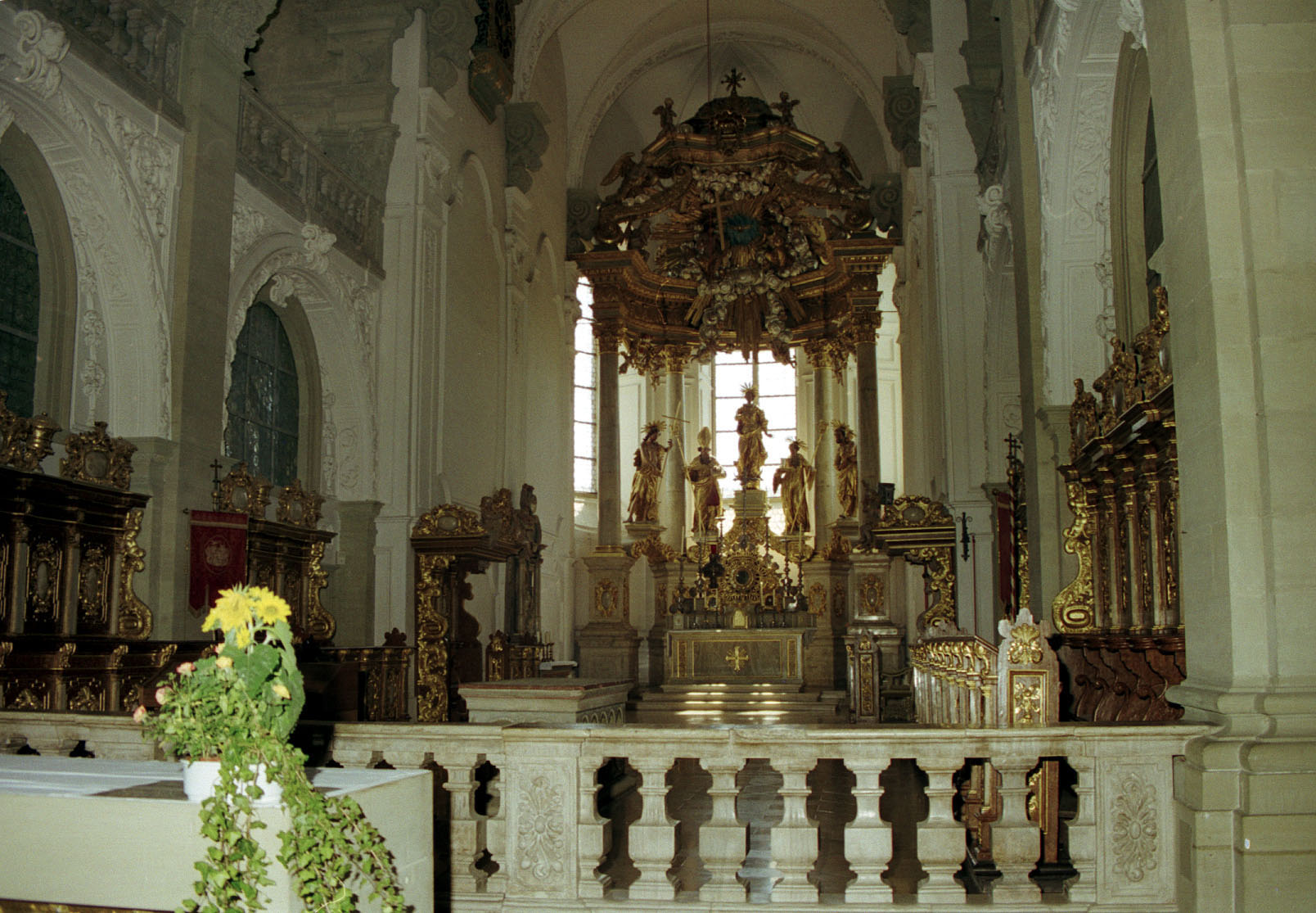
Chor von St. Nikolaus

Kapitelsaal

Obwohl einige Gebäude im 19. Jahrhundert abgebrochen wurden, bietet die Comburg ein weitgehend erhaltenes Ensemble von Bauten des 11. bis 18. Jahrhunderts.

### Klosteranlage
Die gesamte Klosteranlage wird von einer Ringmauer mit Wehrtürmen aus dem 16. Jahrhundert umschlossen, die der Gesamtanlage einen wehrhaften, burgartigen Charakter verleiht. Hinter dem inneren Torbau, der von der romanischen Michaelskapelle gekrönt wird, liegt die „Alte Dekanei“ mit Museumscafé und Informationszentrum.
Der schlichte romanische Kreuzgang wurde 1965 teilweise rekonstruiert. Hinter dem Südflügel liegt der nach der Adelsfamilie der Schenken von Limpurg als Schenkenkapelle bezeichnete, romanische Kapitelsaal mit zahlreichen Grabdenkmälern vom frühen 13. Jahrhundert an. Teil der Alten Abtei ist der Kaisersaal mit romanischen Arkadenfenstern.
Die meisten Bauten der Comburg werden von der Landesakademie für Fortbildung und Personalentwicklung an Schulen und der katholischen Kirchengemeinde genutzt und sind deshalb nicht oder nur mit Einschränkungen zu besichtigen.

### Erhardskapelle
Unbekannt ist die Funktion der gegenüber liegenden Erhardskapelle, eines zweistöckigen romanischen Sechseckbaus vom Ende des 13. Jahrhunderts. Man vermutet in ihm eine Heilig-Grab-Kapelle. Im Innern finden sich Fresken aus der Zeit der Romanik und der Renaissance.

### Michaelskapelle
Am Toreingang befindet sich die Kapelle St. Michael.

### Stiftskirche St. Nikolaus und St. Maria
Den heutigen Bau der ehemaligen Stiftskirche St. Nikolaus und St. Maria, eine barocke Hallenkirche, errichtete der Würzburger Hofbaumeister Joseph Greissing 1706–1715 an der Stelle einer 1088 geweihten romanischen Basilika unter Beibehaltung der drei spätromanischen Türme. Vom Vorgängerbau erhalten sind ein Antemensale (Vorderwand eines Altars), um 1130, aus vergoldetem Kupferblech und der große Radleuchter aus vergoldetem und versilbertem Kupferblech, ebenfalls um 1130, mit 15,77 m Umfang, der das himmlische Jerusalem darstellt, sowie der Stiftersarkophag um 1180. Hervorhebung verdienen auch der barocke Hochaltar des Würzburger Künstlers Balthasar Esterbauer von 1713/1717 sowie der Peter- und Pauls-Altar von Michael Kern (1610/20). Die Kirche wird an den Sonn- und Feiertagen von der katholischen Kirchengemeinde für Gottesdienste genutzt.

## Kleincomburg

### Lage
Kleincomburg liegt südlich gegenüber der Comburg auf halber Höhe oberhalb des Schwäbisch Haller Teilorts Steinbach.

### Geschichte

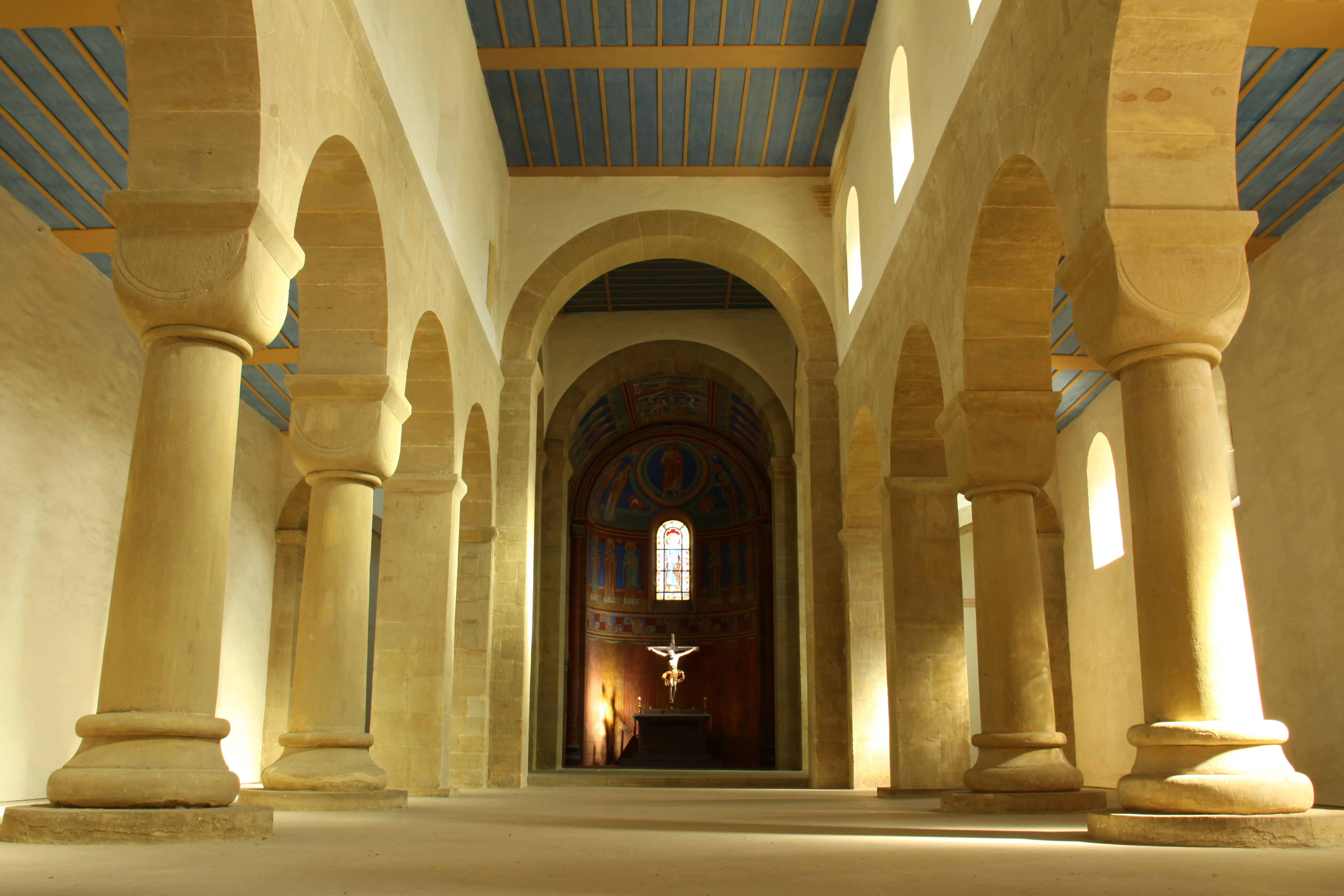
Kirche auf der Kleincomburg, Blick nach Osten vom Hauptschiff zum Chor

Die Quellenlage zur Frühgeschichte der Kleincomburg ist sehr schlecht.  Georg Widman, ein Haller Chronist des 16. Jahrhunderts, berichtet, dass dort 1108 durch Wignand von Mainz und Graf Heinrich von Comburg-Rothenburg ein Frauenkloster gegründet worden sei. Ihre Gemahlinnen seien dort beide als Nonnen eingetreten. Zwar wird Heinrichs Ehefrau im Hirsauer Codex als „conversa“ bezeichnet, allerdings ohne Angabe, wo sie das war. Andere Nachrichten Widmans zur Kleincomburg sind nachweislich falsch. Deshalb sind auch diese Informationen von zweifelhaftem Wert. Der sicherste Hinweis auf ein Frauenkloster auf der Kleincomburg ist eine Urkunde von 1291, deren Text sich in einem Comburger Kopialbuch aus dem 15. Jahrhundert erhalten hat. Hier werden ein Propst, eine Meisterin („magistra“) und Nonnen bei St. Ägidius („dominae sancti Egidii aput Camberg“) erwähnt, die einen Anteil an der Schwäbisch Haller Saline besitzen. Die Besitzungen sollten getrennt vom Vermögen des Männerklosters verwaltet werden. Da die erste Auflistung der Inhaber von Rechten an der Saline von 1306 diese Gemeinschaft nicht mehr erwähnt, hat sie vermutlich vor diesem Datum zu existieren aufgehört. Eine Kontinuität zwischen dem 1291 relativ sicher belegten Konvent und dem angeblich 1108 gegründeten Frauenkloster ist allerdings nicht belegbar. Bauliche Spuren eines Frauenklosters haben sich nicht erhalten. Die Kirche selbst lässt sich zwar auf etwa 1100 datieren. Gegebenheiten wie die für Frauenklöster untypische Basilikaform oder das Fehlen einer Nonnenempore sprechen dagegen, dass sie für diesen Zweck errichtet wurde. Nach einer Hypothese von Eberhard Hause könnte die Kirche auch zu einem Witwensitz der Grafenfamilie gehört haben. Die Gründung des Frauenklosters um 1108 wäre demzufolge eine „Legende“. Seit dem 13. Jahrhundert war die Kleincomburg Sitz einer Propstei des Klosters Comburg, die bis in das 15. Jahrhundert bestand. 1684 überließ Comburg die Kleincomburg dem Kapuzinerorden, der erst ein Hospiz, 1713 dann ein Kloster einrichtete, das Württemberg im Jahre 1802 aufhob. Nach einem Zwischenspiel als Franziskanerinnenkloster (1861–1867) war die Anlage von 1877 bis 2015 Außenstelle der Justizvollzugsanstalt Schwäbisch Hall. Die Kirche wird von der katholischen Kirchengemeinde für den Gottesdienst genutzt.

### Sehenswürdigkeiten
Von der ursprünglichen Anlage hat sich nur die Kirche St. Ägidius erhalten, eine romanische Basilika in schlichtem Hirsauer Stil mit kreuzförmigem Grundriss aus der Zeit kurz nach 1100.  In der Kuppel der Apsis und im Chorgewölbe befinden sich Wandgemälde, die 1878/79 auf Grundlage alter Spuren im Sinne einer historistischen Reromanisierung wiederhergestellt wurden, wobei viel Originalsubstanz zerstört wurde. Dennoch ist St. Ägidius die einzige zumindest in ihrer qualitativ hochwertigen Architektur weitgehend unverfälscht erhaltene romanische Kirche in der Region. Die durch Joseph Greissing für den Bettelorden der Kapuziner entsprechend deren Ordensregeln betont schlicht, jedoch in guten Proportionen, gestalteten Klostergebäude des 18. Jahrhunderts können nicht besichtigt werden.